# غواصة يو-113
كانت الغواصة يو-113 واحدة من 329 غواصة خدمت في البحرية الإمبراطورية الألمانية خلال الحرب العالمية الأولى.